# Алекс Филипс
Алекс Филипс (на английски: Alex Phillips) е канадско-мексикански кинооператор.
Роден е на 11 януари 1900 година в Ренфру, провинция Онтарио. След военната си служба се запознава с актрисата Мери Пикфорд и отива в Холивуд, където започва работа като оператор и монтажист. През 1931 година се установява в Мексико и е оператор на множество филми, сред които „Санта“ (1932), „La otra“ (1946), „En la palma de tu mano“ (1951), „Sombra verde“ (1954), „Tizoc“ (1957).
Алекс Филипс умира на 14 юни 1977 година в град Мексико.

## Избрана филмография
- „Санта“ (1932)
- „La otra“ (1946)
- „En la palma de tu mano“ (1951)
- „Изкачване в небето“ (1952)
- „Sombra verde“ (1954)
- „Tizoc“ (1957)